# Juslapeña/Txulapain
Juslapeña/Txulapain (spanisch Juslapeña, baskisch Txulapain) ist eine Gemeinde (municipio) mit 565 Einwohnern (Stand: 2024) in der autonomen Gemeinschaft Navarra im Norden von Spanien. Die Gemeinde besteht aus zahlreichen Orten, namentlich: Beorburu, Garciriáin, Larráyoz, Marcaláin, Navaz, Nuin, Ollacarizqueta, Osácar, Osinaga und Unzu sowie den Weilern Arístregui, Belzunce, Iruzcun und Usi. Der Verwaltungssitz befindet sich in Marcaláin.

## Lage und Klima
Juslapeña/Txulapain liegt in ca. 525 m Höhe und ist ca. elf Kilometer (Fahrtstrecke) in nordnordwestlicher Richtung von der Regionalhauptstadt Pamplona entfernt. Das Klima ist gemäßigt bis warm.

## Bevölkerungsentwicklung
| Jahr      | 1970 | 1981 | 1991 | 2001 | 2011 | 2021 |
| Einwohner | 450  | 398  | 424  | 483  | 566  | 585  |

## Sehenswürdigkeiten
- Peterskirche in Garcirain
- Kirche von Nuin

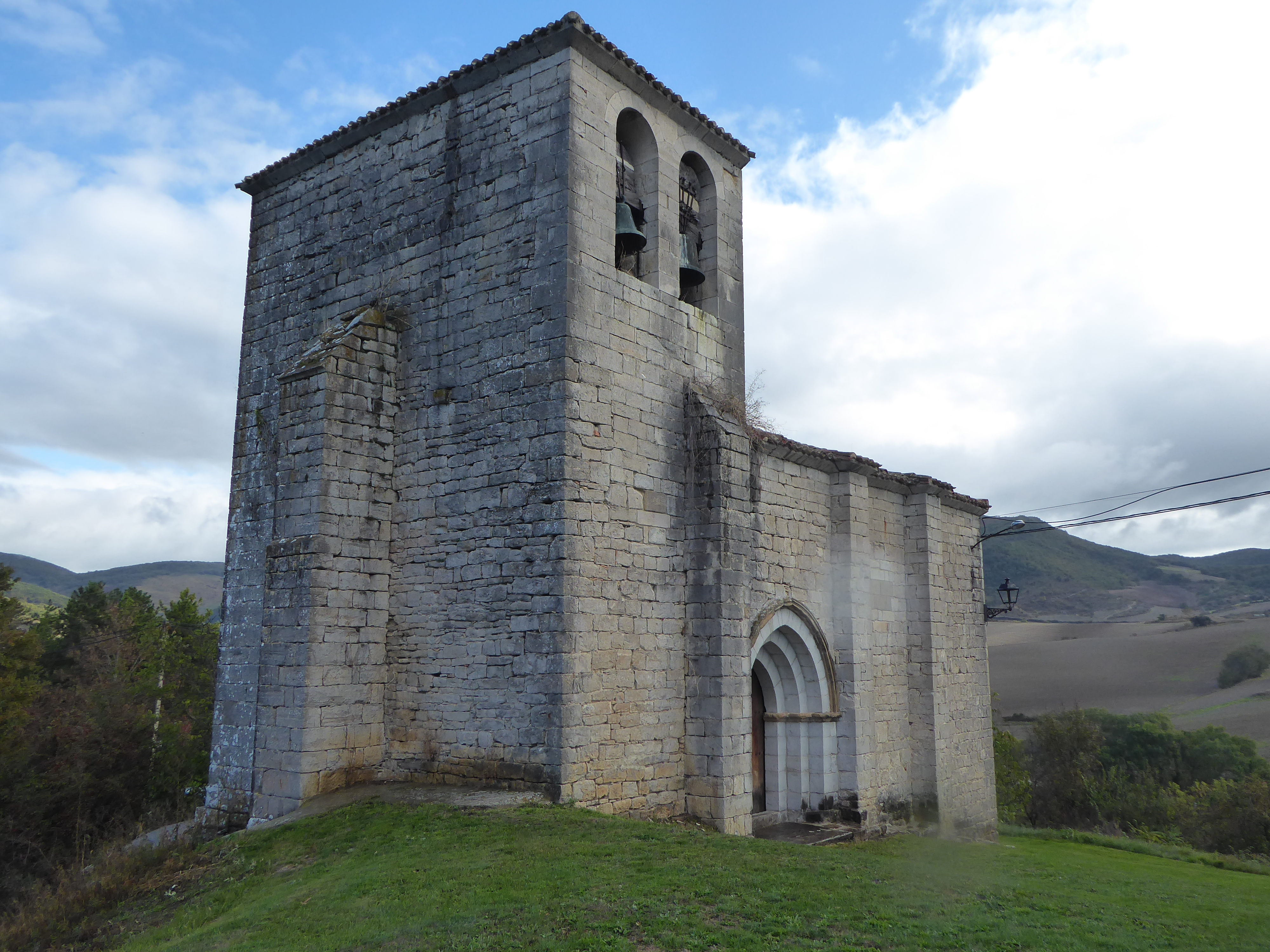
Peterskirche
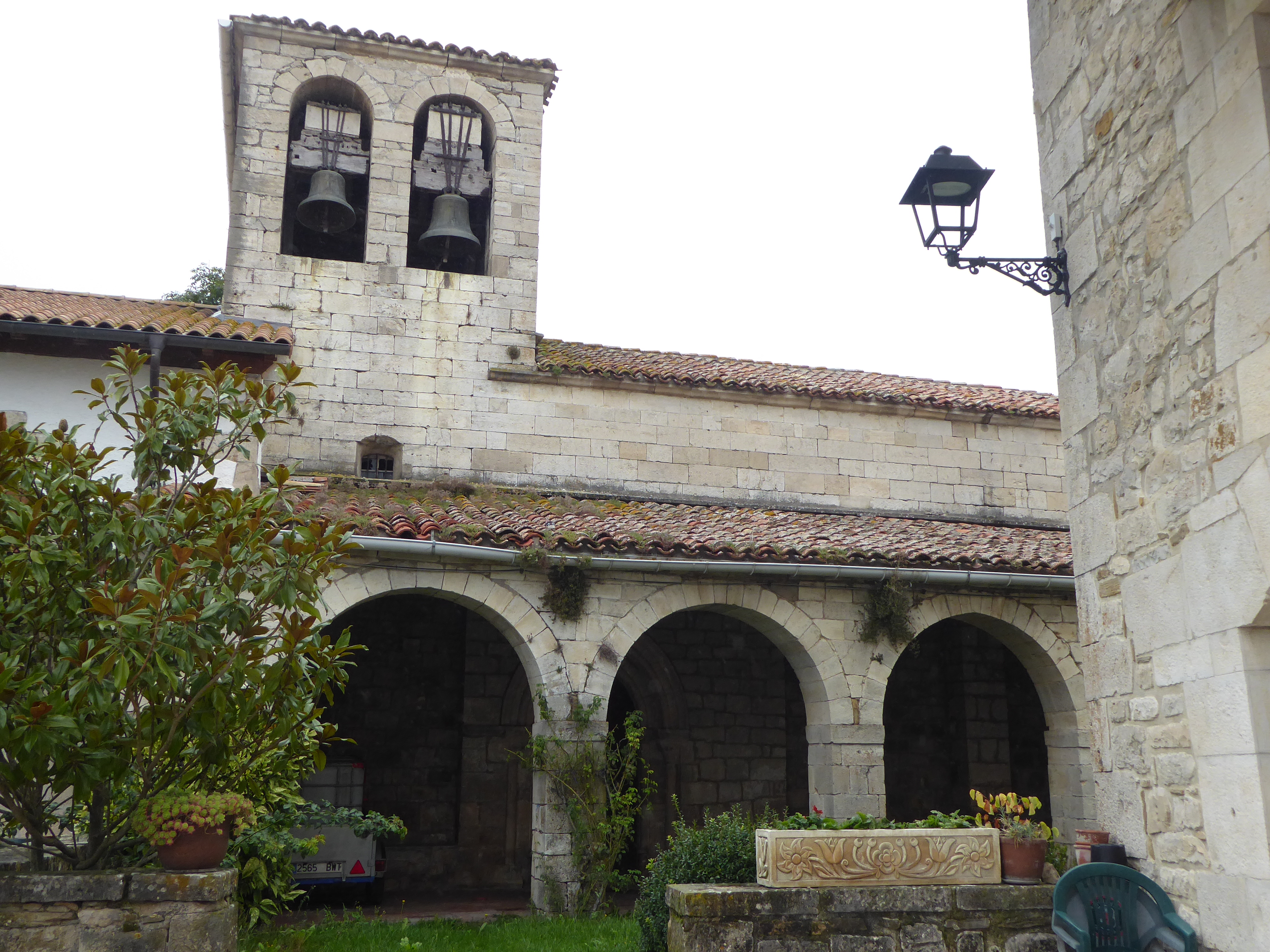
Kirche von Nuin